# Runewars
Runewars è un gioco da tavolo a tema fantasy strategico, ideato da Corey Konieczka e pubblicato da Fantasy Flight Games nel 2010. Nel 2011 è stata pubblicata una prima espansione intitolata Banners of War.